# Gran Atractor
El Gran Atractor és una regió d'atracció gravitatòria a l'espai intergalàctic i el punt gravitatori central aparent del Supercúmul de galàxies de Laniakea que inclou la Via Làctia, així com unes 100.000 galàxies més.
L'atracció observada suggereix una concentració localitzada de massa de l'ordre de 1016 masses solars. No obstant això, està enfosquit pel pla galàctic de la Via Làctia, que es troba darrere de la Zona d'Elusió (ZOA), de manera que a les longituds d'ona de la llum visible, el Gran Atractor és difícil d'observar directament.

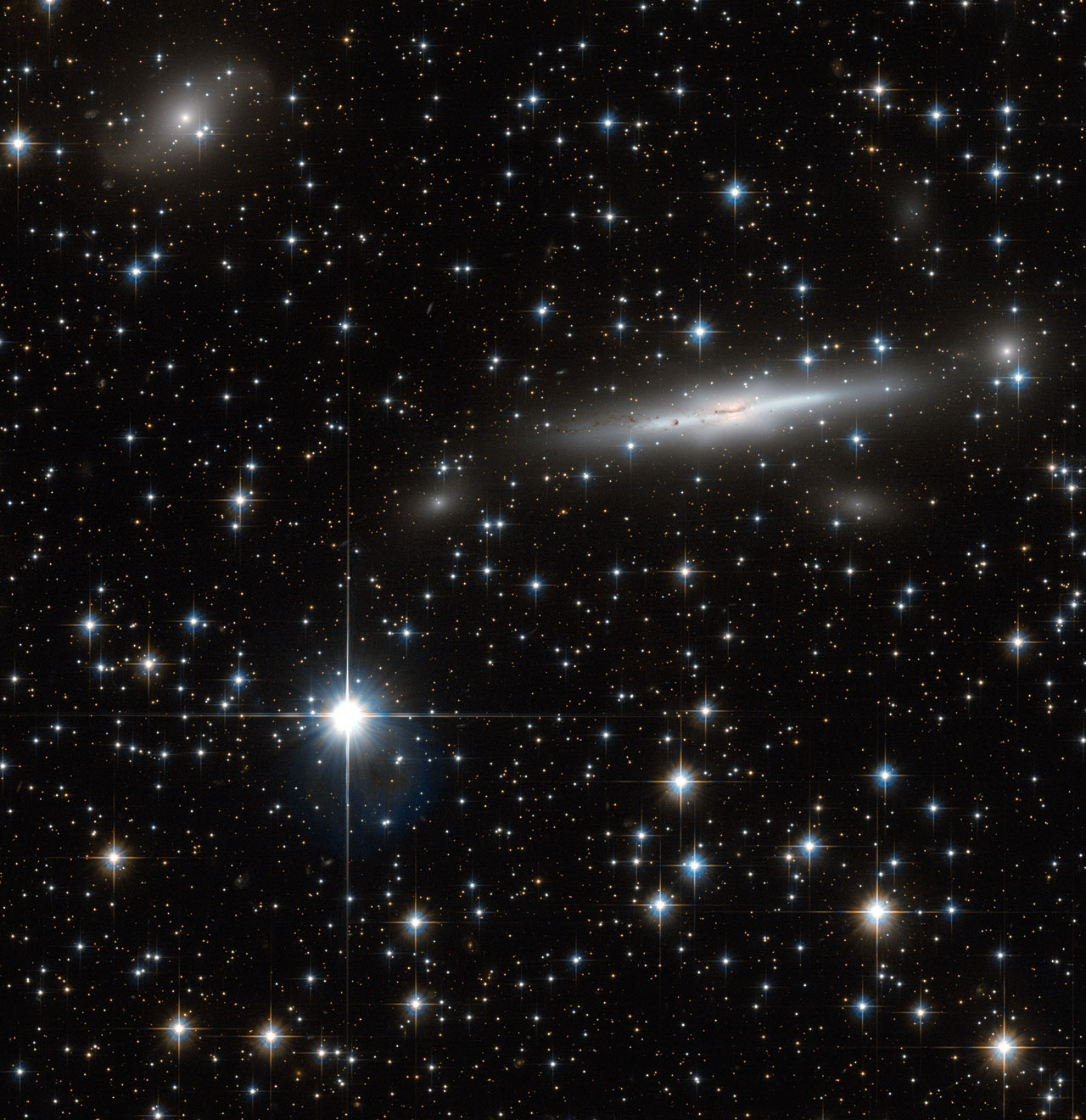
Imatge del telescopi espacial Hubble que mostra part del cúmul de Norma, inclòs l'ESO 137-002

L'atracció és observable pel seu efecte sobre el moviment de les galàxies i els seus cúmuls associats en una regió de centenars de milions d'anys llum a tot l'Univers. Aquestes galàxies són observables per sobre i per sota de la Zona d'Elusió; totes estan desplaçades al vermell d'acord amb el flux del Hubble, cosa que indica que s'estan retrocedint amb relació a la Via Làctia i entre elles, però les variacions en els seus desplaçaments al vermell són prou grans i prou regulars per revelar que estan lleugerament atrets cap a l'atracció. Les variacions en els seus desplaçaments al vermell es coneixen com a velocitats peculiars i cobreixen un rang d'uns +700 km/s a -700 km/s, depenent de la desviació angular de la direcció al Gran Atractor.
El Gran Atractor mateix s'està movent cap al Supercúmul de Shapley.

## Història
El «Gran Atractor» va ser nomenat per Alan Dressler el 1987, després de dècades d'observació de desplaçament cap al vermell que van crear un gran conjunt de dades de valors de desplaçament al vermell. Aleshores es van combinar els valors de desplaçament al vermell i les mesures de distància independents de les mesures de desplaçament al vermell per crear mapes de velocitat peculiar.
A través d'una sèrie de proves de velocitat peculiars, els astrofísics van trobar que la Via Làctia es movia en la direcció de la constel·lació del Centaure a uns 600 km/s. Aleshores, el descobriment de dipols de fons còsmic de microones (CMB) es va utilitzar per reflectir el moviment del Grup Local de galàxies cap al Gran Atractor. La dècada del 1980 va portar molts descobriments sobre el Gran Atractor, com ara el fet que la Via Làctia no és l'única galàxia afectada. Aproximadament 400 galàxies el·líptiques es mouen cap al Gran Atractor més enllà de la Zona d'Elusió causada per la llum de la Via Làctia.

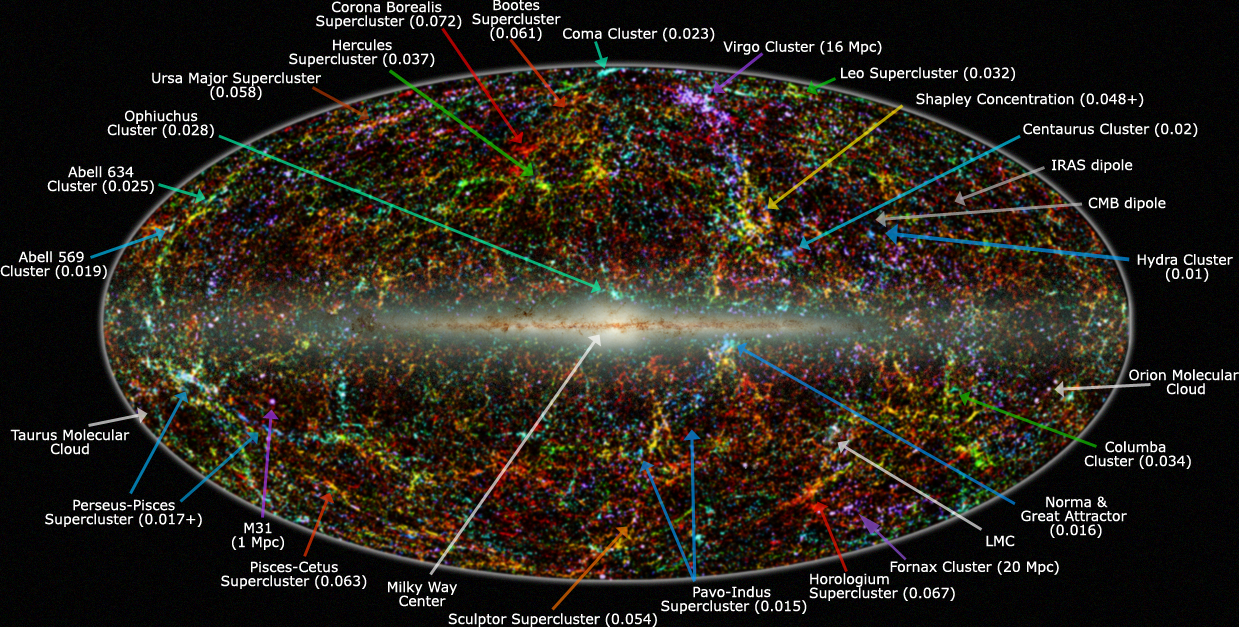
Vista panoràmica de tot el cel d'infraroig proper. La ubicació del Gran Atractor es mostra seguint la llarga fletxa blava a la part inferior dreta

Els intensos esforços per superar les dificultats causades per l'elusió de la Via Làctia a finals de la dècada del 1990 van identificar el Cúmul de Norma al centre de la regió del Gran Atractor.

## Ubicació
Els primers indicis d'una desviació de l'expansió uniforme de l'Univers es van informar el 1973 i de nou el 1978. La ubicació del Gran Atractor es va determinar finalment el 1986; està situat a una distància d'entre 150 i 250 Mly (milions d'anys llum) (47–79 Mpc), sent la més gran l'estimació més recent, lluny de la Via Làctia, en direcció a les constel·lacions Triangulum Australe (Triangle Austral) i Norma (Escaire). Si bé els objectes en aquesta direcció es troben a la Zona d'Elusió (la part del cel nocturn enfosquida per la galàxia de la Via Làctia) i, per tant, són difícils d'estudiar amb longituds d'ona visibles, les observacions de raigs X han revelat que la regió de l'espai està dominada pel Cúmul de Norma (ACO 3627), un cúmul massiu de galàxies que conté una preponderància de galàxies grans i antigues, moltes de les quals xoquen amb els seus veïns i irradien grans quantitats d'ones de ràdio.

## Debat sobre la massa aparent
El 1992, gran part del senyal aparent del Gran Atractor es va atribuir a un efecte estadístic anomenat biaix de Malmquist. L'any 2005, els astrònoms que van realitzar una recerca de raigs X d'una part del cel coneguda com el projecte Clústers a la Zona d'Elusió (Clusters in the Zone of Avoidance, CIZA) van informar que el Gran Atractor era en realitat només una dècima part de la massa que els científics havien estimat originalment. La recerca també va confirmar les teories anteriors que la Via Làctia està sent arrossegada cap a un cúmul de galàxies molt més massiu prop del Supercúmul de Shapley, que es troba més enllà del Gran Atractor, i que s'anomena Atractor de Shapley.

## Mur de Norma
Un filament galàctic massiu, anomenat Mur de Norma (també anomenat Mur del Gran Atractor) es troba al centre de la suposada posició del Gran Atractor.

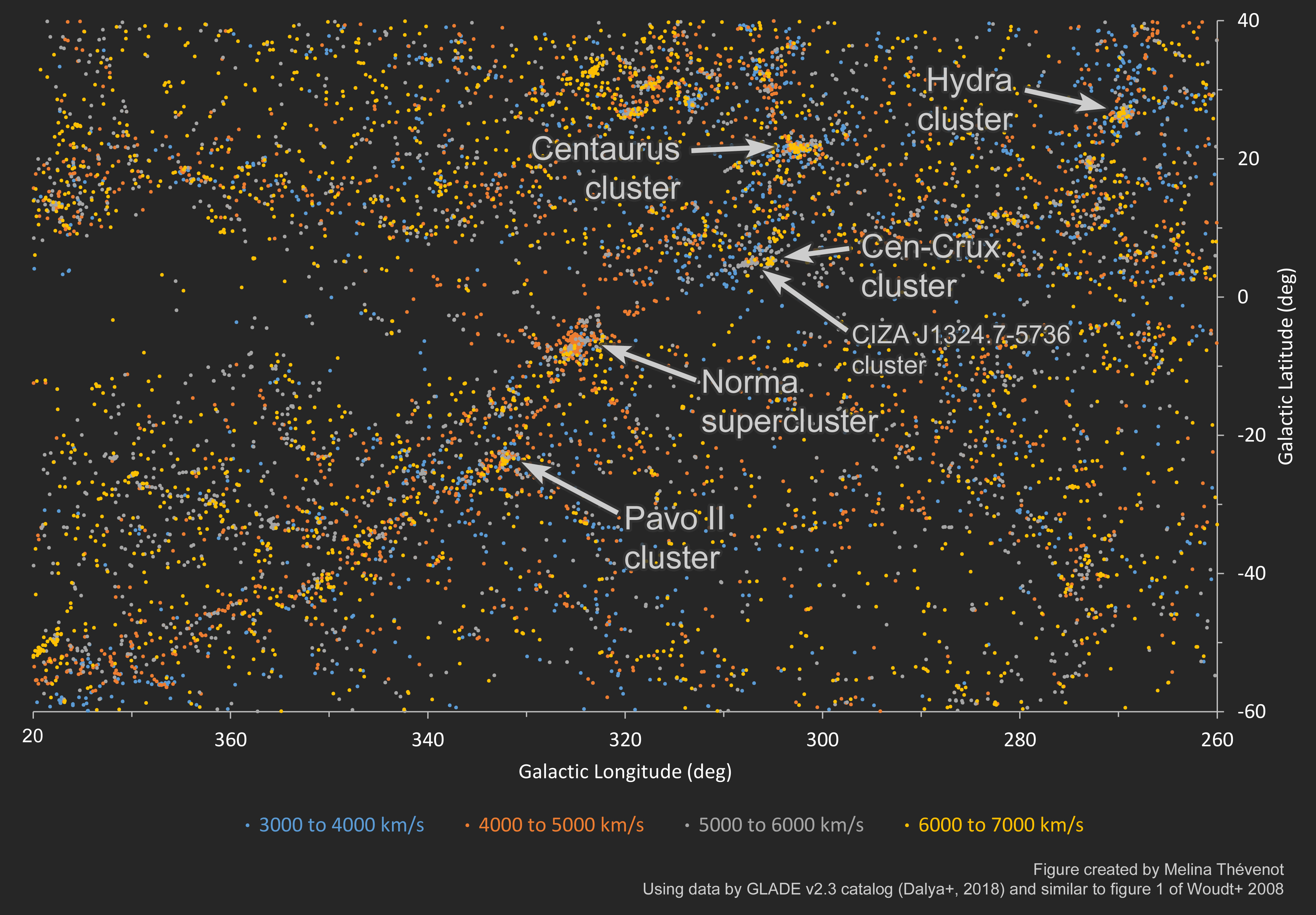
Vista de la regió del Gran Atractor, amb Pavo II, Norma, Cen-Crux i els cúmuls CIZA J1324.7-5736 que formen el Mur de Norma

El Mur de Norma conté els cúmuls Pavo II, Norma, Centaurus-Crux i CIZA J1324.7−5736. El cúmul més massiu d'aquesta regió és el supercúmul de Norma. Estudis posteriors van trobar que la paret continua fins a les constel·lacions de Centaure i Vela.

## Supercúmul de Laniakea
El Supercúmul de Laniakea es defineix com la «conca del Gran Atractor». Cobreix aproximadament quatre supercúmuls de galàxies principals, inclosos els supercúmuls de Verge i Hidra-Centaure, i abasta 500 milions d'anys llum. Com que no és prou dens com per estar lligat gravitacionalment, s'hauria de dispersar a mesura que l'Univers s'expandeix, sinó que està ancorat per un punt focal gravitatori. Així, el Gran Atractor seria el nucli del nou supercúmul. Els fluxos locals del supercúmul de Laniakea convergeixen a la regió dels cúmuls Norma i Centaure, aproximadament a la posició del Gran Atractor.

## Supercúmul de Vela
El 2016, un equip multinacional d'investigadors sud-africans, europeus i australians encapçalats per l'astrònoma sud-africana Renée C. Kraan-Korteweg va anunciar el descobriment del Supercúmul de Vela a la regió del Gran Atractor que explicaria en gran manera el misteri de l'atracció gravitatòria darrer. Utilitzant dades de l'espectrògraf AAOmega del Telescopi Anglo-Australià de 3,9 m (a Sidney, Austràlia) i el Gran Telescopi Sud-africà (Southern African Large Telescope, SALT), els astrònoms van detectar una regió de sobredensitat galàctica consistent amb la designació, que proporciona l'explicació necessària per a una anomalia gravitacional al veïnatge del Supercúmul de Shapley on es va teoritzar que es trobava el Gran Atractor.

## El flux fosc
El flux fosc és una tendència de velocitat de les galàxies en moure's en una direcció que es creia causada pel Gran Atractor, tot i que actualment hi ha teories que apunten fora de l'univers observable.

## En la ficció
- A la seva sèrie de novel·les Xeelee Sequence (del 1991), Stephen Baxter l'esmenta diverses vegades.
- A la novel·la Flinx's Folly (2003) d'Alan Dean Foster, també esmenta el Gran Atractor.
- Peter F. Hamilton també l'esmenta al volum 3 de Salvation, The Signal of the Saints.